# Literatura de México
La literatura mexicana es una de las más prolíficas e influyentes de la lengua española junto con la española, chilena y argentina. La literatura de México remonta a la época precolombina y ha pasado por distintas etapas hasta la actualidad. Entre las figuras más importantes, notorias y reconocidas de este país se hallan José Joaquín Fernández de Lizardi, Sor Juana Inés de la Cruz, Octavio Paz, Alfonso Reyes, Juan Rulfo, Elena Garro, Rosario Castellanos, José Gorostiza, Cristina Rivera Garza, Valeria Luiselli, Guadalupe Nettel, Elman Trevizo, Juan Villoro, Jaime Sabines, Carlos Fuentes, Verónica Murguía, Alberto Chimal, Fernanda Melchor, Amado Nervo, Juan José Arreola, Federico Gamboa, José Emilio Pacheco, Fernando del Paso y Ramón López Velarde.
Los pueblos de Mesoamérica desarrollaron sistemas de escritura, aunque éstos no fueron empleados explícitamente para conservar su literatura, desde el punto de vista eurocéntrico. En México Antiguo existieron los llamados códices mesoamericanos,  libros de papel de corteza, fibras vegetales o piel de animal donde las culturas de la región plasmaron su historia, sus mitos y su religión.
Algunos especialistas como Ángel María Garibay K. y Miguel León-Portilla han traducido los relatos orales y obras de los frailes del siglo XVI que se encontraban desperdigadas en varios textos y las han reunido o reseñado. Gracias a su trabajo de investigación y rescate podemos conocer a grandes poetas como Nezahualcóyotl, Nezahualpilli, o la poetiza Macuilxochitzin. Otra manifestación importante fueron los Tlahtolli en sus dos formas: los huehuehtlahtolli y el thltoloca, por hablar solo de la cultura nahuatl.
Otras culturas, como la maya, también escribieron importantes libros. Es el caso del Chilam Balam en donde se registró la sabiduría del pueblo cakchiques. Varios libros conforman esta obra y a cada uno de ellos, se les asignó el nombre del lugar en el que fueron encontrados: Tizimín, Maní, Chumayel, Kaua, Ixil, Tusik, Tekax y uno más que lleva al apellido del copista Nah.
Con la llegada de los españoles se produjo un proceso de mestizaje que luego dio paso a una época de criollización de la literatura producida en la Nueva España. El mestizaje de la literatura novohispana es evidente en la incorporación de numerosos términos de uso corriente en el habla local del Virreinato y en algunos de los temas que se tocaron en las obras del periodo. Durante la época virreinal, la Nueva España albergó a escritores barrocos como Bernardo de Balbuena, Carlos de Sigüenza y Góngora, Juan Ruiz de Alarcón, Francisco de Castro, Luis de Sandoval y Zapata y Sor Juana Inés de la Cruz, llamada "La décima musa". Muy destacados todos, dieron la lucha inicial por la emancipación de la literatura nacional de la literatura de la península: Diego José Abad, Francisco Javier Alegre y fray Servando Teresa de Mier.[cita requerida]
Hacia el final del régimen virreinal, en la Nueva España surgieron figuras como José Joaquín Fernández de Lizardi, cuya obra El Periquillo Sarniento se considera el emblema de la picaresca mexicana y la primera "novela moderna" escrita en el continente americano. Hacia la segunda mitad de ese siglo, surgieron obras como Los mexicanos pintados por sí mismos, libro costumbrista que da una idea aproximada de cómo veían los intelectuales de la época al resto de sus coterráneos. Hacia el final del siglo, durante el Porfiriato, los escritores mexicanos se inclinaron hacia las tendencias dominantes de la época. Para celebrar el centenario de la Independencia de México, se preparó la llamada Antología del Centenario, que pretendía recopilar autores de los primeros cien años de México, pero quedó trunca y se publicó solo el primer tomo en dos volúmenes que, sin embargo, recogen la poesía. Los grandes poetas de la época son fray Manuel de Navarrete, Fernando Calderón e Ignacio Rodríguez Galván. Destacan una pléyade de poetas modernistas, que incluye a Amado Nervo y a Manuel Gutiérrez Nájera. De la misma época, la Antología del Centenario incluyó a Luis G. Urbina. De reconocido prestigio, Efrén Rebolledo, José Juan Tablada, Enrique González Martínez y Ramón López Velarde.
La irrupción de la Revolución mexicana favoreció el desarrollo del género periodístico. Una vez concluido el conflicto civil, la Revolución se convirtió en un tema recurrente en novelas, cuentos y obras teatrales en las plumas de Mariano Azuela o Rodolfo Usigli. Esta tendencia sería antecedente del florecimiento de una literatura nacionalista, que tomó cuerpo en la obra de escritores como Rosario Castellanos o Juan Rulfo. También apareció en escena una literatura de corte indigenista, que pretendía retratar el pensamiento y la vida de los pueblos indígenas de México, aunque irónicamente, ninguno de los autores fuera indígena. Entre ellos, hay que señalar a Miguel Ángel Menéndez Reyes, a Ricardo Pozas y a Francisco Rojas González. De modo alterno a estas corrientes dominantes, se desarrollaron en el país otros movimientos, menos conocidos por estar fuera del foco principal. Entre ellos, hay que señalar a los estridentistas de la década de 1920, como Arqueles Vela y Manuel Maples Arce.
Otro movimiento de gran relevancia para la historia literaria del país lo constituyó el grupo de Los Contemporáneos, quienes aparecieron durante la década de 1930, el cual conformaron el periodista Salvador Novo y los poetas Xavier Villaurrutia y José Gorostiza. Ya hacia la segunda mitad del siglo XX, la literatura mexicana se había diversificado en temáticas, estilos y géneros. Surgieron nuevos grupos, como La onda en los años 1960, que apostaba por una literatura urbana, satírica y contestataria; entre los autores destacados, están Parménides García Saldaña y José Agustín, así como, el grupo de "La Mafia", conformada por Carlos Fuentes, Salvador Elizondo, José Emilio Pacheco, Carlos Monsiváis, Inés Arredondo, Fernando Benítez y otros. Los infrarrealistas de los años 1970, que pretendía "volarle la tapa de los sesos a la cultura oficial". En 1990, Octavio Paz se convirtió en el único mexicano hasta la fecha que ha ganado el Premio Nobel de literatura.

## Literatura de los pueblos precolombinos de México
A pesar de que los pueblos de Mesoamérica desarrollaron sistemas de escritura, no emplearon un sistema de escritura fonética para su literatura, sino formas predominantemente pictográficas y logosilábicas. 
Los códices mesoamericanos (amoxtli o teoamoxtli en nahuatl, conocidos por los mixtecos como naandeye o tonindeye, que significa "historia de los linajes", o ñee ñuhu, que significa “la piel sagrada” o “la piel de dios" en la misma lengua) son una de las expresiones artístico-literarias más estudiadas. Para algunos estudiosos, los códices del Grupo Borgia se encuentran entre las mejores expresiones literario-pictóricas de estos pueblos. Estudios divergentes sostienen que la sección central del Códice Borgia narra una versión de la creación del universo, aunque es aceptada la hipótesis de que se trata una serie de rituales cuyo objetivo no está totalmente esclarecido. 
Los códices mixtecos Becker 1, Nutall y Colombino narran la vida del héroe-gobernante 8-Venado y las hazañas que éste realizó para la unificación de la mixteca. El Códice Boturini o "Tira de la peregrinación" relata capítulos de la migración de los mexicas del norte de México hasta su establecimiento en el Lago de Texcoco, aunque se ha señalado que este documento es una copia de un documento más antiguo sin identificar, realizada en los albores de la Conquista . Actualmente se conservan alrededor de 20 códices catalogados como prehispánicos.
Entre las culturas de México antiguo existen numerosas piezas de cerámica, tallados en piedra, estelas y monolitos que forman parte de relatos históricos, mítico-genealógicos, cosmogónicos o legendarios, entre las que destacan piezas de los olmecas, los toltecas, los mayas, los pueblos nahuas y los mixtecos. La escritura en piedra más antigua es atribuida a los olmecas; el bloque de cascajal contiene glifos de una antigüedad de alrededor de 3,000 años.
La mayor parte de los mitos y obras literarias de los pueblos de Mesoamérica se transmitieron por tradición oral. Se sabe, por ejemplo, que entre las actividades que tenían que dominar los novicios de sacerdotes entre los mexicas se encontraba la memorización de obras líricas o de la mitología de su pueblo. Algunas de estas producciones fueron fijadas para siempre por medio del alfabeto latino que los misioneros de Indias emplearon en el siglo XVI para transcribir la información que recibían de los indígenas. Especialistas modernos como Ángel María Garibay K. y Miguel León-Portilla, han traducido estas obras que se encontraban desperdigadas en varios textos y las han reunido o reseñado en obras como Visión de los vencidos, Poesía indígena de la Altiplanicie o Historia de la literatura náhuatl.
La obra de los misioneros en el centro de México permitió conservar más fielmente la tradición oral de los pueblos de habla náhuatl, en comparación con los habitantes de otras zonas de Mesoamérica. En ese sentido resulta especial el conjunto de obras líricas atribuidas a Acolmiztli Nezahualcóyotl (1402–1472), tlatoani de Tetzcuco, que pasó a la posteridad con el título de "Rey Poeta". Sus obras, junto con las de otros nobles de los pueblos nahuatlacas del Eje Neovolcánico como Ayocuan (de Chalco-Atenco) y Tecayehuatzin (de Huexotzinco), constituyen la muestra más amplia de obras líricas y filosóficas precolombinas recuperadas. De menores dimensiones es el acervo literario recuperado entre otros pueblos del Posclásico, como los purépechas, los zapotecos y los mixtecos. 
El caso de los mixtecos es especial, puesto que se conservan códices que han permitido hacer una aproximación a la historia de ese pueblo bajo la impronta de Ocho Venado, yya (Señor) de Tilantongo y Tututepec. Por otra parte, en el Área Maya, se conservaron fragmentos de los llamados Libros de Chilam Balam. Bien conocida es, por otra parte, la literatura precolombina de los quichés, pueblo mayance que sin embargo no habitó en el actual territorio mexicano, sino en lo que hoy es Guatemala. En idioma quiché se escribió el Popol Vuh o Libro del Consejo, que incorpora dos mitos cosmogónicos mayas: la creación del mundo y el descenso de Hunahpú e Ixbalanqué a Xibalbá, el inframundo de los mayas. 
Fuera de Mesoamérica, Arturo Warman adelanta como hipótesis que las coplas interpretadas por los músicos yaquis y mayos durante la ejecución de la Danza del Venado tendrían su origen en la época precolombina, y habrían llegado hasta nuestros días con pocos cambios.
Entre los pueblos prehispánicos floreció:
- La literatura cosmogónica, ritual, heroica y mitológica de los códices.
- La poesía épica, que relataba la vida de personajes famosos (por ejemplo lo referente a héroes-caciques como Quetzalcóatl u 8-Venado), la fundación de ciudades y peregrinaciones de tribus.
- La poesía lírica de tipo religioso, bélico o filosófico.
- La poesía dramática, que mezclaba elementos musicales y dancísticos, como la fiesta a Tezcatlipoca.
- La prosa histórica y genealogía didáctica como los Huehuetlatolli o los proverbios.

- Popol Vuh (siglo XVI)
- Rabinal Achí
- Nezahualcóyotl (1402-1472) «El Rey Poeta»

.

## El Virreinato y sus escritores

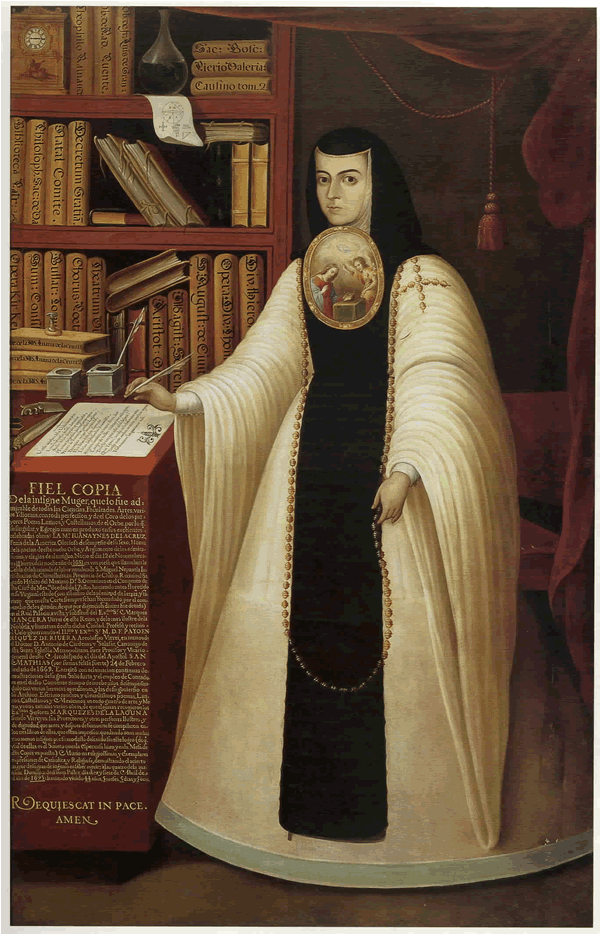
Sor Juana Inés de la Cruz

En la literatura virreinal de México podemos distinguir varios periodos. En el primero la literatura está vinculada con el momento histórico de la conquista, en él abundan las cartas y crónicas.

### SigloXVI
Obras y escritores:
- Itinerario de la armada del rey católico a la isla de Yucatán en la India en el año de 1518 en la que fue por comandante y capitán general Juan de Grijalva, probablemente de Juan Díaz (1480-1549).
- Relación de algunas cosas de las que acaecieron al muy ilustre señor don Hernando Cortés marqués del Valle, en la Nueva España de Andrés de Tapia (¿1498?-1561)
- Cartas de relación de Hernán Cortés (1485-1547).
- Historia verdadera de la conquista de la Nueva España de Bernal Díaz del Castillo (1492-1584).
- Historia general de las cosas de Nueva España de fray Bernardino de Sahagún (1499-1590).
- Historia de las Indias, Brevísima relación de la destrucción de las Indias, Apologética historia sumaria de fray Bartolomé de las Casas (1484-1566).[6]
- Historia general de las Indias, La Conquista de México, de Francisco López de Gomara (1511–1566).
- Antigüedades de la Nueva España, de Francisco Hernández (1517-1578)
- Relación de las cosas de Yucatán, de fray Diego de Landa (1524-1579).
- Crónica mexicana y Crónica mexicáyotl, de Hernando de Alvarado Tezozómoc (c.1525-c.1610).
- Historia de Tlaxcala de Diego Muñoz Camargo (ca.1530-ca.1600)
- Historia Chichimeca de Fernando de Alva Ixtlilxóchitl (¿1568?-1648).
- Historia general de las Indias occidentales y particular de la gobernación de Chiapa y Guatemala de fray Antonio de Remesal.

- Francisco Cervantes Salazar (¿1514?-1575). Nacido en España, fue catedrático de retórica y luego rector en la Universidad de México, autor de una Crónica de la Nueva España y de poemas, como "Túmulo Imperial" y Diálogos latinos (siguiendo a Vives) de tema mexicano destinados a la enseñanza del latín.
- Gutierre de Cetina (1520-c.1567). Nacido en España, vivió y murió en México. Su producción poética es anterior a su estancia en México, pero se ha especulado con la existencia de obra teatral novohispana luego perdida.
- Bernardo de Balbuena (1562-1627). Nacido en España, graduado en la Universidad de México, autor de Grandeza mexicana.
- Fray Luis de Fuensalida, autor de "Diálogos o coloquios en lengua mexicana entre la Virgen María y el Arcángel San Gabriel".
- Fray Luis Cáncer, autor de "Varias canciones en verso zapoteco".
- Francisco Plácido, príncipe tepaneca, autor de "Cánticos de las apariciones de la Virgen María".
- Andrés de Olmos", autor teatral de "Representación de fin del mundo".
- Gaspar Pérez de Villagrá (1555-1620). Nacido en Puebla, participó en la conquista del nuevo México. Autor del poema Historia de la nueva México (1610) y de varios memoriales impresos.
- Francisco de Terrazas (1525 y 1600). Primer poeta conocido nacido en la Nueva España. Próximo a Cortés, alabado por Cervantes como poeta (en La Galatea). Se conservan fragmentos de su poema Conquista y Mundo Nuevo.

### SigloXVII
En este periodo floreció el arte barroco. Muchos de los autores conocidos del siglo incursionaron con mayor o menor éxito en el terreno de los juegos literarios, con obras como anagramas, emblemas y laberintos. Hubo autores notables en la poesía, la lírica, la narrativa y la dramaturgia. Subgéneros: soneto, décima, octava real, romance, epigrama, glosa, centón, quintilla, vaya, redondilla, redondilla de pie quebrado, romance con asonantes forzosos.
Autores:
- Alonso Ramírez de Vargas. Participó en varios certámenes literarios.
- Arias Villalobos. Escribió "Historia de México en verso castellano", una poesía narrativa.
- Bernardino de Llanos. Nacido en España, se distinguió por sus juegos y caprichos literarios.
- Diego de Ribera. Escritor de poesía descriptiva de la naturaleza y el arte.
- Ioseph de Valdés. Compuso un poema triple que proyecta la oposición culto pagano a Vesta vs. culto a la Virgen María.
- Juan Ortiz de Torres y Jerónimo Becerra. Escritores de obras dramáticas.
- José López Avilés. Escribió "fray Payo Enríquez", una biografía en verso.
- Matías Bocanegra, autor de "Canción la vista de un desengaño".
- María Estrada Medinilla y sor Teresa de Cristo, versadoras en ceremonias civiles y religiosas.
- Fernando de Córdoba y Bocanegra (1565-1689). Nació en México y murió en Puebla. Se conservan dos estancias místicas, Canción al amor divino y Canción al santísimo nombre de Jesús.
- Juan de Guevara, natural de México, fue un poeta lírico de gran renombre.
- Juan Ruiz de Alarcón y Mendoza (1581-1639).
- Sor Juana Inés de la Cruz (1651-1695).
- Miguel de Guevara (c. 1586-después de 1646). Fraile agustino en Michoacán, con don de lenguas indígenas. Un manuscrito suyo de 1638 incluye, entre otros poemas, el soneto No me mueve mi Dios para quererte... por lo que forma parte del grupo de poetas a los que se ha atribuido su autoría, si bien el famoso soneto figura desde 1628 en antologías publicadas en España.
- Antonio de Saavedra Guzmán (¿?-¿? Publicó en 1599). Autor del poema El peregrino indiano, alabanza de Cortés.
- Carlos de Sigüenza y Góngora (1645-1700).
- Otros: Juan Sáenz del Cauri, Felipe de Salayzes Gutiérrez, Nicolás Portillo, Francisco Ramírez de Vargas, Luis de Sandoval Zapata, Francisco Martínez de Zepeda, Juan Bautista de Cárdenas, Antonio Álvarez de Evila, Juan Rojo de Costa

Ejemplo de prosa barroca:

[…] Y que estos dioses Penates sean Neptuno y Apolo, lo afirman el gran Padre de la Iglesia San Agustín, Macrobio, Cornelio y Virgilio, donde cantando sus sacrificios concluye:

Taurum Neptuno, taurum tibi pulcher

Y Pierio, citando a Nigido: eos Nigidus putat esse Apollinem, et Neptunum, y describiendo la forma de su pintura: armatos hastatos quippe fuisse. Ya se reconocen desta pintura en sombras los originales, siendo sagrado Neptuno de la laguna mexicana el ínclito mártir San Felipe de Iesús, que surcando mares se armó con la cruz de Christo y con las tres lanças que atravesaron su pecho formando en él un tridente soberano, arma o blasón de Neptuno (como dice Cartario): […]; y delineando su forma, Piero Valeriano: et tridens inter psicationes arma connumeratur, es un arma de tres puntas, como de tres lanças unidas (dice Calepino), a la manera que en el constante pecho de San Felipe se compone esta divisa que empuña Penate titular glorioso del templo y divino compatriota, como reverenciaron los romanos a los Penates (según Dionisio Alicarnaceo): […]. Unos los llamaron compatriotas, como nosotros a Felipe; otros, imperantes o dueños de las possesiones, como a la verdad lo es el glorioso patriarca San Francisco […].
Diego de Ribera (1673)

### SigloXVIII
Surgieron escritores ilustrados y clasicistas como:
- Diego José Abad (1727-1779)
- Francisco Javier Alegre (1729-1788)
- Francisco Javier Clavijero (1731-1787)
- Rafael Landívar (1731-1793)
- José Mariano Beristáin y Souza (1756-1817)
- José Joaquín Fernández de Lizardi (1776-1827) «El pensador mexicano»
- Fray Servando Teresa de Mier (1765-1827)

## Escritores del México independiente (sigloXIX)
Durante los siglos XIX y XX hubo tres grandes corrientes literarias: el romanticismo, el realismo-naturalismo y el modernismo.
Los escritores románticos se agruparon en torno a cientos de asociaciones; entre las más importantes la Academia de Letrán, fundada en 1836 (José María Lacunza, Guillermo Prieto, Manuel Carpio, Andrés Quintana Roo, José Joaquín Pesado, Ignacio Rodríguez Galván, Ignacio Ramírez), y el Liceo Hidalgo, fundado en 1850 (Ignacio Manuel Altamirano, Manuel Acuña, Manuel M. Flores). A quienes se etiquetó como neoclásicos o académicos, en oposición a la categoría de "románticos" que se les daba a los primeros. A este primer grupo también pertenecen José Manuel Martínez de Navarrete, Vicente Riva Palacio, Joaquín Arcadio Pagaza, Justo Sierra y Manuel José Othón.
Más tarde, durante el auge del positivismo el gusto estético cambió. Entre los escritores mexicanos realistas y naturalistas tenemos a Luis G. Inclán, Rafael Delgado, Emilio Rabasa, José Tomás de Cuéllar, Federico Gamboa y Ángel de Campo Micrós.
Dentro de la corriente modernista, revolución literaria originaria de América Latina, hubo numerosas innovaciones métricas y de rima, resurgimiento de formas en desuso y, principalmente, hallazgos simbólicos. Entre 1895 y 1910 México se volvió un núcleo de actividad modernista; entre los escritores tenemos a Manuel Gutiérrez Nájera, Enrique González Martínez, Salvador Díaz Mirón y Amado Nervo.

### Novelistas y cuentistas
(En orden cronológico)
- Manuel Payno (1810-1894).
- Justo Sierra O'Reilly (1814-1861).
- Luis G. Inclán (1816-1875).
- Guillermo Prieto (1818-1897).
- Florencio María del Castillo (1828-1863).
- José Tomás de Cuellar (1830-1894).
- Vicente Riva Palacio (1832-1896).
- Ignacio Manuel Altamirano (1834-1893).
- Rafael Delgado (1853-1914).
- Federico Gamboa (1864-1939).
- Victoriano Salado Álvarez (1867-1931).
- Ángel de Campo Micrós (1868-1908).
- José Rubén Romero (1890-1952).
- Francisco Javier Moreno (1895-1961).
- Gregorio López y Fuentes (1897-1966).

### Poetas
(En orden alfabético)
- Manuel Acuña (1849-1873).
- Manuel Carpio (1791-1860).
- Salvador Díaz Mirón (1853-1928).
- Enrique González Martínez (1871-1952).
- Enrique González Rojo (1899-1939).
- Manuel Gutiérrez Nájera (1858-1895).
- Renato Leduc (1898-1986).
- Rafael López (1873 - 1943).
- Ramón López Velarde (1888-1921).
- Amado Nervo (1870-1919).
- Manuel José Othón (1858-1906).
- Juan de Dios Peza (1852-1910).
- Efrén Rebolledo (1877-1929).
- Alfonso Reyes (1889-1959).
- José Juan Tablada (1871-1945).
- Luis G. Urbina (1864-1934).

## Literatura colonialista
Fueron de tema colonialista algunas obras publicadas entre 1917 y 1926 por escritores como Francisco Monterde, Julio Jiménez Rueda, Ermilo Abreu Gómez, Manuel Toussaint, Artemio de Valle Arizpe, Genaro Estrada y Alfonso Cravioto.

## Escritores contemporáneos (siglosXXyXXI)
En los años que van de 1900 a 1914, siguió predominando en la poesía el modernismo y en la prosa el realismo y naturalismo. Durante este periodo, convivieron los representantes de la literatura decimonónica con los integrantes del Ateneo de la juventud.
De 1915 a 1930 hubo tres corrientes: una renovación estilística que incorporaba influencias de las vanguardias europeas (el estridentismo (Manuel Maples Arce, Germán List Arzubide, Arqueles Vela) y los Contemporáneos), un grupo de escritores retomaba temas coloniales (Xavier Villaurrutia, Jaime Torres Bodet, Jorge Cuesta, José Gorostiza, Salvador Novo), y otros que comenzaron a publicar las llamadas «novelas de la Revolución» (la más conocida es Los de abajo de Mariano Azuela): Martín Luis Guzmán, Rafael F. Muñoz, Heriberto Frías, Jorge Ferretis, Nellie Campobello, Francisco L. Urquizo.
Hasta mediados de la década de 1940 hubo autores que continuaron con narrativa realista, pero también conocieron su auge la novela indigenista y las reflexiones en torno al ser y la cultura nacional. Surgieron dos nuevas generaciones poéticas, agrupadas en torno a las revistas Taller y Tierra Nueva.
Con la publicación de Al filo del agua de Agustín Yáñez en 1947 comenzó lo que llamamos «novela mexicana contemporánea», que incorporó técnicas novedosas, influencias de escritores estadounidenses (William Faulkner y John Dos Passos), e influencia europea (James Joyce y Franz Kafka); como es el caso de Los muros de agua (1941), El luto humano, (1943), o Los días terrenales (1949), de José Revueltas; Pedro Páramo (1955), de Juan Rulfo;  La región más transparente (1958), La muerte de Artemio Cruz (1962) y Aura (1962), de Carlos Fuentes; La feria (1963), de Juan José Arreola; o Los recuerdos del porvenir (1963), de Elena Garro.
En 1960 se editó la antología La espiga amotinada, que agrupó al importante grupo de poetas: Juan Bañuelos, Oscar Oliva, Jaime Augusto Shelley, Eraclio Zepeda y Jaime Labastida. Las revistas literarias fueron uno de los principales vehículos de difusión de los escritores, de manera que se tiende a agrupar a muchos de ellos bajo el nombre de las revistas en las que participaron. El Hijo pródigo fue dirigida por Xavier Villaurrutia, del grupo Los Contemporáneos, quien tuvo como colaborador a Octavio Paz. Octavio Paz fundó, tras su salida del periódico Excélsior, la revista Vuelta, que encabezó durante muchos años la cultura nacional, fundamentalmente tras la muerte de Martín Luis Guzmán en 1976. Tras la muerte de Octavio Paz, un grupo de sus colaboradores trató de fundar una revista que ocupara su lugar, pero la revista naciente, Letras libres, no logró tener la aceptación que tuvo Vuelta.
En 1979, Gabriel Zaid hace un censo de poetas que publica en su antología Asamblea de poetas jóvenes de México; entre quienes han destacado de los incluidos, como poetas, Eduardo Hurtado, Alberto Blanco, Coral Bracho, Eduardo Casar, Eduardo Langagne, Manuel Ulacia, Vicente Quirarte, Víctor Manuel Mendiola, Dante Medina, Verónica Volkow, Perla Schwartz, Jaime Moreno Villarreal y Francisco Segovia. Estos y el resto de los incluidos son quienes conforman actualmente el grupo de autores en la cúspide de sus carreras literarias. La mayoría colaboró en Vuelta.
Tal vez los poetas actuales de mayor envergadura sean Elsa Cross y Efraín Bartolomé, cuyas voces se hacen escuchar con gran fuerza en los grandes medios.
Influenciados por los medios masivos, las redes sociales y el Internet, la generación nacida en los 80' y 90' continúa una vigorosa actitud hacia la literatura, que se abre espacio en blogs, páginas de internet, revistas digitales e impresas, libros electrónicos y otros medios digitales, aunque no deja de ser notoria la predilección por medios impresos. Algunos de ellos han sido formados en escuelas de creación literaria creadas en las últimas décadas, como la que pertenece a la Universidad del Claustro de Sor Juana (UCSJ), Casa Lamm, la Sociedad General de Escritores de México (Sogem) o la Escuela Mexicana de Escritores (EME). Aún es difícil trazar su impacto, pero algunos como Fernanda Melchor, Horacio Warpola, Mercedes Alvarado, Martín Rangel, Tania Carrera, Carlos Ramírez Kobra, Aldo Vicencio, Jerónimo Emiliano, Iván Cruz, Juan Andrés Herrera, Víctor Ibarra (Genkidama Ñu y Vraiux Dorós, entre sus seudónimos), Joana Medellín Herrero, Itzel Nayelli Palacios, Andrea Chaves, Davo Valdés, Rojo Córdova, Yaxkin Melchy, Karlos Atl, J. Scarleette Castro, entre una larga lista, forman la parte activa y visible de una vasta generación de escritores jóvenes y prolíficos.

## La Generación de la Casa del Lago
Le llamaron Generación de la Casa del Lago o de la Revista Mexicana de Literatura, y, al igual que el movimiento de Ruptura, un objetivo primordial de estos escritores fue dejar de lado los sentimientos nacionalistas y la literatura indigenista para lanzarse a una expresión literaria mucho más universal, siendo sus principales modelos diversos artistas mexicanos que de igual forma propusieron una expresión artística más amplia, tales como los integrantes del llamado Ateneo de la Juventud, los autores contemporáneos y la llamada Generación Taller.
No hay una fecha precisa que pueda definirse como el comienzo de esta corriente; sin embargo, el de 1956 fue crucial para este grupo de artistas, por ser el año en que Octavio Paz publicó su ensayo El arco y la lira, donde hacía referencia a las características de la escritura, de la poesía y la novela, de la vocación mística de la literatura, de lo sagrado y el misterio del arte. Esta obra fue de suma importancia para los escritores de la Generación de la Casa del Lago, pues les marcó la pauta de las características que anhelaban transmitir en sus obras.
José Emilio Pacheco consideraba que 1958 fue otro año esencial para estos intelectuales, marcado por la publicación de la obra de Carlos Fuentes La región más transparente, considerada la primera novela urbana formal.
Un factor que favoreció la cohesión de los autores de esta corriente fue su integración en diversas instancias culturales, con la ayuda de Jaime García Terrés, quien entre 1953 y 1965 ocupó el cargo de Director de Difusión Cultural de la Universidad Nacional Autónoma de México.
La unión de esta generación se acrisoló con la fundación de la Casa del Lago en el bosque de Chapultepec en la Ciudad de México, cuyo primer director fue Juan José Arreola, quien se encargó de reunir a una serie de artistas que sacudieron el panorama cultural de la época. En los diversos espacios se experimentó, se rompió con las formas dominantes del arte en las diversas disciplinas y con frecuencia se arriesgó hasta nuevos límites, convirtiendo al foro universitario de Chapultepec en un referente del arte emergente y un espacio de formación e información de lo que sucede en el arte en otros países.
La literatura de los escritores de la Generación de la Casa del Lago tiene un fin en sí misma y está llena de claves secretas, de influencias de escritores de otras latitudes que solo ellos conocían en México, siempre hay mucho más que leerles entre líneas, pudiendo decirse que en forma esencial se agrupó bajo las siguientes características:
- Fueron herederos de las generaciones de Ateneístas, Contemporáneos y Taller. El arco y la lira, de Octavio Paz, es una especie de manifiesto de su cohesión como grupo. Su punto de partida literario fue La región más transparente, de Carlos Fuentes.

- A través de traducciones y reseñas dieron a conocer tanto a escritores noveles mexicanos como a extranjeros consagrados y casi desconocidos.

- Se desenvolvieron en casi todos los géneros literarios, pero destacaron como narradores. Le dieron una importancia capital al cuento y también fueron editores y traductores. Hicieron crítica de diversas artes: pintura, cine, literatura y música.

- Poseían un “afán cosmopolita”, una necesidad de afirmarse como mexicanos desde el universalismo. Desplazamiento a la ciudad, su literatura es más urbana que rural o indigenista.

- Su compromiso literario fue inmenso e intenso, mientras que su compromiso político fue solo de palabra y los llevó a la acción hasta 1968.

- Adoptaron las características de la poesía que enumera Octavio Paz en El arco y la lira a cuentos y novelas: lo sagrado, la mística, lo nocturno del ser, la metamorfosis, la otredad, la revelación, el rito, etcétera.

- Sus temas recurrentes fueron sus obsesiones: lo prohibido, el tabú, el incesto, la locura, el erotismo y la violencia. Exigentes y perfeccionistas al extremo, buscaron “La Verdad” como fin en la literatura.

- Prefirieron desvincularse de la sociedad: el artista creando en soledad.

Hasta la fecha no ha habido otra generación que los supere en talento y productividad. Ningún otro grupo en México ha alcanzado tal calidad literaria y nivel de compromiso con el arte. Los más jóvenes, Carlos Monsiváis (1938-2010) y José Emilio Pacheco (1939-2014), se convirtieron en íconos de la cultura nacional.
Los autores más representativos de esta corriente literaria son:
- Juan García Ponce (1932-2003).

- Salvador Elizondo (1932-2006).

- Juan Vicente Melo (1932-1996).

- Inés Arredondo (1928-1989).

- Tomás Segovia (1927-2011).

- José de la Colina (1934).

- Emmanuel Carballo (1929-2014).

- Huberto Batis (1934).

## Premios Nobel

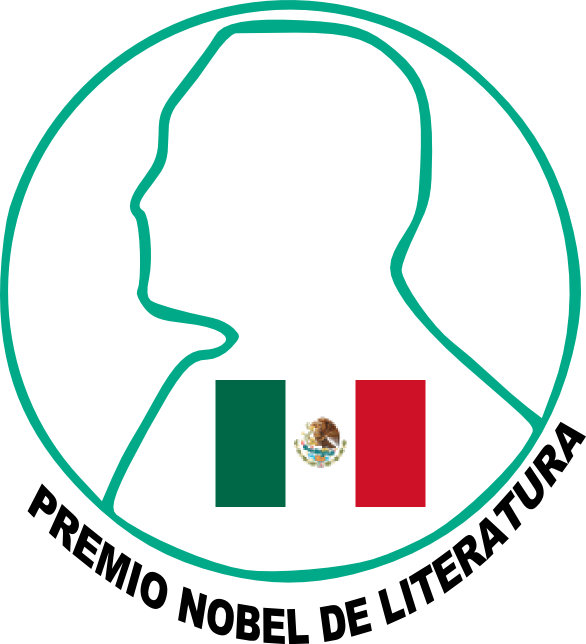

| Premios Nobel |             |      |                                                |
| Imagen        | Escritor    | Año  | Alma mater                                     |
|               | Octavio Paz | 1990 | Universidad Nacional Autónoma de México (UNAM) |